# Лодай (Нью-Йорк)
Лодай (англ. Lodi) — місто (англ. town) в США, в окрузі Сенека штату Нью-Йорк. Населення — 1482 особи (2020).

## Демографія
Згідно з переписом 2010 року, у місті мешкало 1550 осіб у 633 домогосподарствах у складі 421 родини. Було 981 помешкання
Расовий склад населення:
| - 96,4 % — білих - 0,7 % — корінних американців - 0,5 % — чорних або афроамериканців - 0,5 % — азіатів |

До двох чи більше рас належало 1,5 %. Частка іспаномовних становила 1,3 % від усіх жителів.
За віковим діапазоном населення розподілялося таким чином: 22,8 % — особи молодші 18 років, 63,1 % — особи у віці 18—64 років, 14,1 % — особи у віці 65 років та старші. Медіана віку мешканця становила 42,7 року. На 100 осіб жіночої статі у місті припадало 104,2 чоловіків;  на 100 жінок у віці від 18 років та старших — 103,1 чоловіків також старших 18 років.
Середній дохід на одне домашнє господарство  становив 57 961 долар США (медіана — 48 750), а середній дохід на одну сім'ю — 67 211 долар (медіана — 58 500). Медіана доходів становила 45 750 доларів для чоловіків та 40 769 доларів для жінок. За межею бідності перебувало 8,7 % осіб, у тому числі 11,3 % дітей у віці до 18 років та 7,1 % осіб у віці 65 років та старших.
Цивільне працевлаштоване населення становило 696 осіб. Основні галузі зайнятості: освіта, охорона здоров'я та соціальна допомога — 32,6 %, будівництво — 12,5 %, публічна адміністрація — 11,9 %.